# Hilisimaetano (Lahusa)
Hilisimaetano is een bestuurslaag in het regentschap Nias Selatan van de provincie Noord-Sumatra, Indonesië. Hilisimaetano telt 1275 inwoners (volkstelling 2010).